# Rue Pierre Van Obberghen
La rue Pierre Van Obberghen est une rue d'Evere (Belgique). 
Pierre Van Obberghen fut bourgmestre de la commune d'Evere de 1895 à 1910.